# Salix xiaoguangshanica
Salix xiaoguangshanica — вид квіткових рослин із родини вербових (Salicaceae).

## Морфологічна характеристика
Це кущ до 1 метра заввишки. Гілочки жовтувато-зелені, голі. Листкова ніжка пурпурна, 6–10 мм, гола; листкова пластинка еліптична, 4–8 × 2.5–3.5 см, абаксіально з восковим нальотом, адаксіально зелена, обидві поверхні голі, край нечітко мілко-залозисто-пилчастий, верхівка від гострої до тупої. Чоловіча сережка ≈ 50–80 × 6–8 мм. Чоловіча квітка: тичинок 2, розріджені ворсинки біля основи; пиляки жовті. Жіноча сережка ≈ 35 × 8 мм. Жіноча квітка: зав'язь вузько-яйцювата, ≈ 1.5 мм, гола. Коробочка яйцювата, 2.5–3 мм, з восковим нальотом.

## Середовище проживання
Центральний Юньнань. Населяє зарості; на висотах ≈ 2500–2600 метрів.